# 2011 OB60
2011 OB60 est un transneptunien, classé comme objet épars, de magnitude absolue 7,0 son diamètre est estimé à environ 170 km.